# Syngonanthus sickii
Syngonanthus sickii är en gräsväxtart som beskrevs av Harold Norman Moldenke. Syngonanthus sickii ingår i släktet Syngonanthus och familjen Eriocaulaceae. Inga underarter finns listade i Catalogue of Life.